# Patrik Rikama-Hinnenberg
Patrik Markus Rikama-Hinnenberg, född Rikama 8 februari 1983 i Vanda, är en finländsk fotbollsspelare. Han har tidigare spelat för bland annat GIF Sundsvall, IFK Mariehamn, HJK Helsingfors och Atlantis FC.